# Podstawowa opieka zdrowotna w Polsce

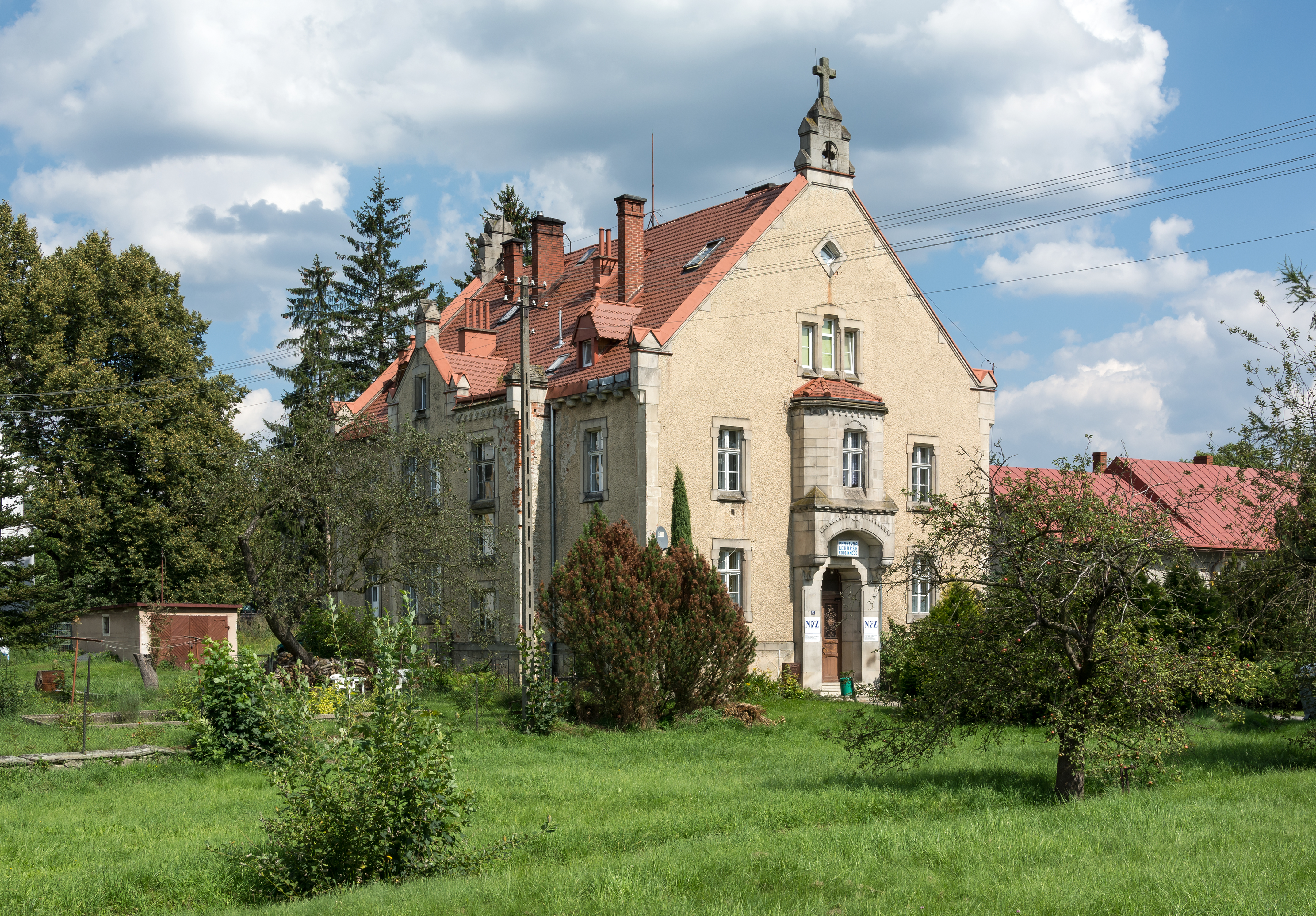
Przychodnia POZ w Ołdrzychowicach Kłodzkich

Podstawowa opieka zdrowotna, POZ – podstawowy, powszechny element systemu opieki zdrowotnej w Polsce.
Jednostka podstawowej opieki zdrowotnej (dawniej: zakład opieki zdrowotnej) to podmiot leczniczy sprawujący kompleksową opiekę nad osobami, które zadeklarowały chęć korzystania z usług pracującego w niej lekarza rodzinnego lub innego lekarza z uprawnieniami do tworzenia aktywnej listy pacjentów. Oznacza to leczenie oraz profilaktykę chorób, rehabilitację, a także orzekanie o stanie zdrowia. Aby przychodnia udzielająca świadczeń zdrowotnych stała się świadczeniodawcą POZ, musi zapewnić swoim pacjentom także opiekę pielęgniarki środowiskowej oraz położnej.
Od 2007 roku lekarzami tworzącymi listy aktywne POZ mogą być wyłącznie lekarze rodzinni, lekarze w trakcie specjalizacji z medycyny rodzinnej oraz lekarze, którzy wcześniej nabyli prawa do tworzenia listy aktywnej ze względu na staż pracy w POZ przed 2007 rokiem. Forsowane aktualnie propozycje Ministerstwa Zdrowia, przyznające prawo tworzenia listy aktywnej internistom i pediatrom bez doświadczenia w pracy w podstawowej opiece zdrowotnej, spotkały się z ostrą krytyką wszystkich organizacji medycyny rodzinnej.
Pod względem organizacyjnym POZ może działać jako:
- niepubliczny zakład opieki zdrowotnej (NZOZ) – podmiot prywatny
- samodzielny publiczny zakład opieki zdrowotnej (SPZOZ) – jednostka państwowa lub podległa samorządowi
- indywidualna praktyka lekarska – prywatna praktyka lekarska lub pielęgniarska
- grupowa praktyka lekarska – grupa prywatnych praktyk lekarskich lub pielęgniarskich
- grupowa/indywidualna praktyka pielęgniarki/ek środowiskowo-rodzinnych
- grupowa/indywidualna praktyka położnej/ych środowiskowych.

Od 2017 r. obowiązuje ustawa z dnia 27 października 2017 r. o podstawowej opiece zdrowotnej (Dz.U. z 2025 r. poz. 515).
Przychodnie POZ są niezależnymi firmami (poza SPZOZ), jednak usługi przez nie świadczone są bezpłatne dla osób ubezpieczonych, gdy POZ ma podpisany kontrakt z Narodowym Funduszem Zdrowia.